# 샤이택 인터벤션
샤이택 인터벤션(CheyTac Intervention)은 샤이엔 텍티컬사에서 만든 EDM Arms Windrunner M96을 기반으로 만들어진 볼트액션 저격소총이다. 사거리가 길고 정확도가 높으며 .408 Cheytac이라는 전용 탄종을 사용한다.
2017년 5월, 영국군이 샤이택 인터벤션 (M200) 을 가지고 약 2400m 라는 아주 긴거리에서 IS 병사를 사살한게 화제가 되었다.